# Onderzoeksplicht
De onderzoeksplicht is onder Nederlands recht de plicht van degene die iets koopt (juridisch: een overeenkomst sluit) om te onderzoeken of er geen gebreken kleven aan datgene dat gekocht wordt. Als dat onderzoek wordt nagelaten kan geen beroep op dwaling worden gedaan, want een beroep op dwaling is enkel mogelijk wanneer aan de onderzoeksplicht is voldaan.
Algemeen bekend is het voorbeeld van het kopen van een huis met vrij uitzicht, waarbij korte tijd later de nieuwbouw van een flatgebouw dat uitzicht tenietdoet. De koper had zich kunnen vergewissen van de bestemming van de betreffende grond door onderzoek te doen in het bestemmingsplan.
Als bijvoorbeeld een fiets die, in goede staat verkerend een waarde zou hebben van € 100, aangeboden wordt voor € 40 met een lekke band, dan is het de plicht van de mogelijke koper om te onderzoeken of de fiets in orde is. Als hij die lekke band niet ziet, terwijl die wel bij de advertentie vermeld stond, en hij besluit de fiets te kopen, dan kan hij zich niet op dwaling beroepen, omdat hij niet aan zijn onderzoeksplicht heeft voldaan. De verkoper heeft de plicht de hem bekende belangrijke gebreken mee te delen. Als de verkoper bewust de lekke band weggemoffeld heeft, bijvoorbeeld door iets in de band te stoppen, dan is er sprake van bedrog.
Als er een miniem detail aan ontbreekt, wat de verkoper redelijkerwijs niet belangrijk hoefde te vinden, dan is het de plicht van de koper om daarnaar te vragen dan wel het te onderzoeken. Als de koper dat verzuimt, kan hij zich niet beroepen op dwaling.
De rechter maakt een afweging tussen de onderzoeksplicht en de mededelingsplicht. Een voorbeeld is het Arrest Van der Beek/Van Dartel